# Centris trigonoides
Centris trigonoides är en biart som beskrevs av Amédée Louis Michel Lepeletier 1841. Centris trigonoides ingår i släktet Centris och familjen långtungebin. Inga underarter finns listade.